# Шалфей луговой
Шалфей луговой (лат. Salvia pratensis) — многолетнее растение, вид рода Шалфей (Salvia) семейства Яснотковые (Lamiaceae).

## Ботаническое описание
Растение высотой 30—70 см.

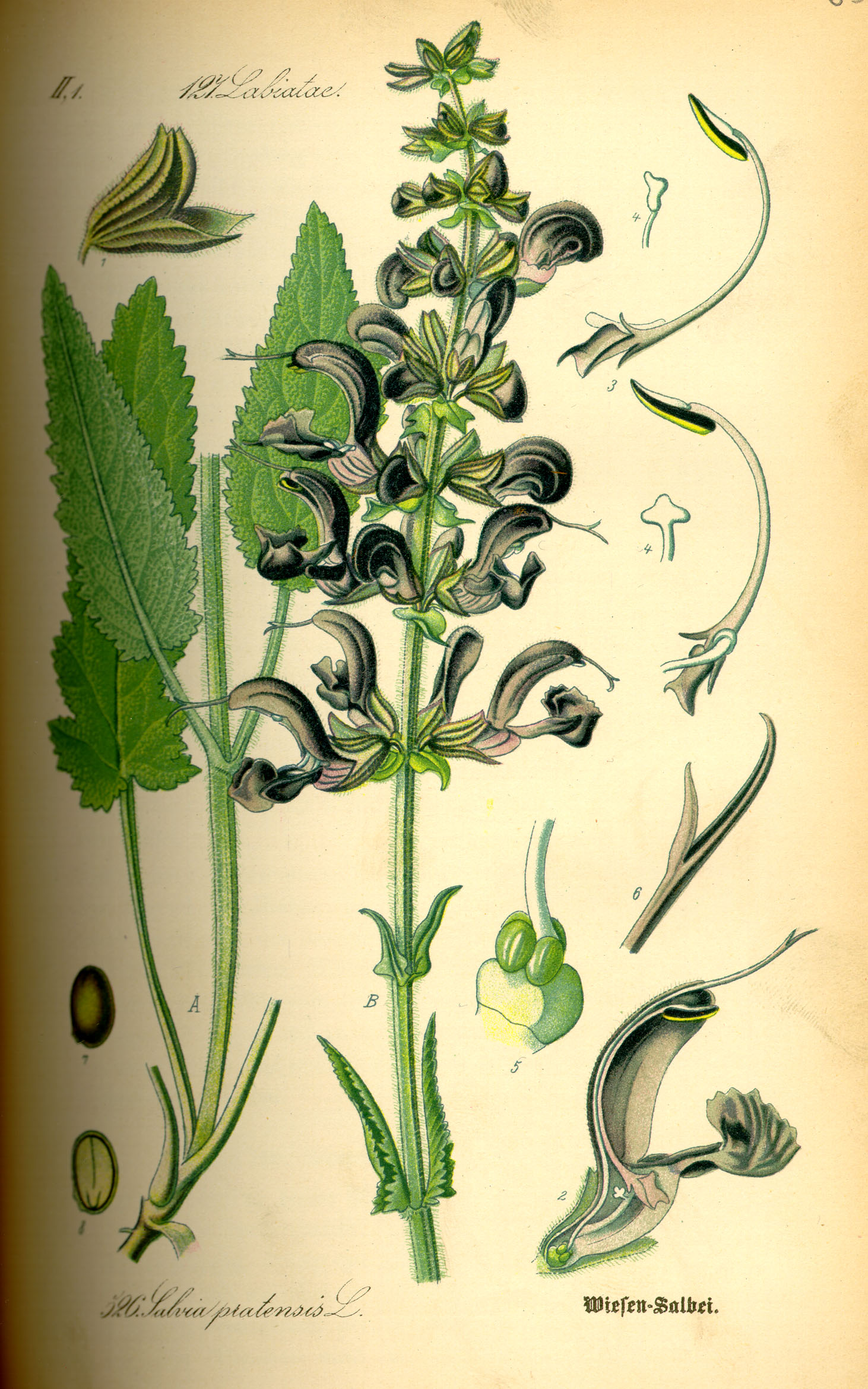

Стебель простой, прямой, превышает соцветие, от основания опушённый.
Прикорневые листья продолговатые или яйцевидные, при основании слабо сердцевидные или круглые, тупые, длиной 4,5—15 см, шириной 2—7 см, по краю двояко мелкозубчатые или городчатые, сверху голые или почти голые, длинночерешковые; нижние стеблевые меньших размеров, короткочерешковые; верхние стеблевые — маленькие, сидячие. Листья при основании ветвей соцветия — яйцевидно-ланцетные, длинно заострённые, сидячие, стеблеобъемлющие, по краям городчатые, морщинистые, сверху голые, снизу густо опушённые; прицветные листья округлые, стеблеобъемлющие, длинно заострённые, цельнокрайные, мелкие.
Соцветие простое или с одной-двумя парами нижних ветвей, с 5—10 ложными 4—6-цветковыми мутовками; цветки фиолетовые, реже розовые и белые, на цветоножках длиной 3—5 мм, на одних особях обоеполые, крупные, на других — женские меньше; чашечка колокольчатая, длиной 9—11 мм, верхняя губа короче нижней, полуокруглая, трёхзубчатая, нижняя — двузубчатая; венчик длиной 3 см, верхняя губа широкая, серповидная, длиннее нижней губы.
Орешки шаровидно-трёхгранные, диаметром 2 мм, бурые.

## Распространение и экология
Встречается на всей территории Европы.
Растёт на травянистых и скалистых склонах.

## Значение и применение

### В кулинарии
Используется в сухом и сушёном виде как приправа к супам, соусам, бульонам, сырам, маринованным овощам. Подходит к мясным, овощным и рыбным блюдам, используется для изготовления салатов, домашних пирогов.

### В медицине
Обладает антибактериальным, противовоспалительным, отхаркивающим, тонизирующим, мочегонным, спазмолитическим, ранозаживляющим свойствами.

### В пчеловодстве
Медоносное растение. Продуктивность мёда чистыми насаждениями 100—250 кг/га. Среднесуточное количество нектара в цветке — 0,22—1,42 мг. Содержание сахаров в нектаре около 60 %.

## Классификация

### Таксономия
Salvia pratensis L., 1753, Sp. Pl. : 25
Вид Шалфей луговой относится к роду Шалфей (Salvia) семейства Яснотковые (Lamiaceae) порядка Ясноткоцветные (Lamiales). Таксономическая схема в соответствии с Системой APG IV по состоянию на декабрь 2023 года:
|  |                                      |  |                                   |                                   |                      |  | ещё 23 семейства | ещё 23 семейства |                    |  |                          |  | еще 1 048 подтвержденных видов и 190 таксонов, ожидающих подтверждения | еще 1 048 подтвержденных видов и 190 таксонов, ожидающих подтверждения |  |
|  |                                      |  |                                   |                                   |                      |  | ещё 23 семейства | ещё 23 семейства |                    |  |                          |  | еще 1 048 подтвержденных видов и 190 таксонов, ожидающих подтверждения | еще 1 048 подтвержденных видов и 190 таксонов, ожидающих подтверждения |  |
|  |                                      |  |                                   | порядок Ясноткоцветные            |                      |  |                  |                  | род Шалфей         |  |                          |  |                                                                        |                                                                        |  |
|  |                                      |  |                                   | порядок Ясноткоцветные            |                      |  |                  |                  | род Шалфей         |  | 5 внутривидовых таксонов |  |                                                                        |                                                                        |  |
|  | отдел Цветковые, или Покрытосеменные |  |                                   |                                   | семейство Яснотковые |  |                  |                  | вид Шалфей луговой |  |                          |  |                                                                        |                                                                        |  |
|  | отдел Цветковые, или Покрытосеменные |  |                                   |                                   |                      |  |                  |                  |                    |  |                          |  |                                                                        |                                                                        |  |
|  |                                      |  | ещё 63 порядка цветковых растений | ещё 63 порядка цветковых растений |                      |  |                  | ещё 268 родов    | ещё 268 родов      |  |                          |  |                                                                        |                                                                        |  |
|  |                                      |  |                                   | ещё 63 порядка цветковых растений |                      |  |                  |                  | ещё 268 родов      |  |                          |  |                                                                        |                                                                        |  |

### Внутривидовые таксоны
- Salvia pratensis subsp. bertolonii (Vis.) Soó
- Salvia pratensis subsp. haematodes (L.) Arcang.
- Salvia pratensis subsp. laciniosa (Jord.) Briq.
- Salvia pratensis subsp. pozegensis (Watzl) Diklic
- Salvia pratensis subsp. pratensis

### Синонимы
- Gallitrichum pratense Fourr.
- Plethiosphace pratensis Opiz
- Salvia barrelieri Ten.
- Salvia ceratophylla Ten.
- Salvia dubia K.Koch
- Salvia haematodes subsp. tiberina (Mauri) Nyman
- Salvia oblongata Schur
- Salvia pratensis var. agrestis (L.) Nyman
- Salvia pratensis var. albiflora T.Durand
- Salvia pratensis var. modesta Briq.
- Salvia pratensis var. nicaeensis Briq.
- Salvia pratensis var. parviflora Lecoq & Lamotte
- Salvia pratensis var. rostrata (F.W.Schmidt) Rchb.f.
- Salvia pratensis var. submollis Jakucs
- Salvia pratensis var. variegata (Waldst. & Kit. ex Willd.) Nyman
- Salvia rubicunda Wender. ex Benth.
- Salvia variegata Host
- Sclarea pratensis Mill.